# Plethodon hoffmani
Espèce
Statut de conservation UICN

 LC  : Préoccupation mineure
Plethodon hoffmani est une espèce d'urodèles de la famille des Plethodontidae.

## Répartition
Cette espèce est endémique des Appalaches d'Amérique du Nord. Elle se rencontre en Pennsylvanie, au Maryland, dans l'ouest de la Virginie et dans l'est de la Virginie-Occidentale.

## Étymologie
Cette espèce est nommée en l'honneur de Richard Lawrence Hoffman (1927-).

## Publication originale
- Highton, 1972 "1971" : Distributional interactions among eastern North American salamanders of the genus Plethodon. Research Division Monograph. Virginia Polytechnic Institute and State University, vol. 4, p. 139-188.